# 19434 Bahuffman
19434 Bahuffman è un asteroide della fascia principale. Scoperto nel 1998, presenta un'orbita caratterizzata da un semiasse maggiore pari a 2,5756975 UA e da un'eccentricità di 0,1157920, inclinata di 0,74503° rispetto all'eclittica.